# Billy Crudup
William Gaither Crudup, detto Billy (Manhasset, 8 luglio 1968), è un attore statunitense.

## Biografia
Secondo dei tre figli di Georgann Gaither e Thomas Henry Crudup III, ora divorziati, cresce in Texas e in Florida, fin da giovane si appassiona alla recitazione, tanto da partecipare alle varie rappresentazioni teatrali scolastiche. Si laurea all'"Università del North Carolina" e successivamente frequenta il "Tisch School of the Arts" dell'Università di New York.
Dopo una forte esperienza teatrale ed alcuni film indipendenti, debutta nel film Sleepers di Barry Levinson, seguito da Tutti dicono I Love You di Woody Allen. Nel 2000 ottiene la parte di Russell Hammond in Quasi famosi di Cameron Crowe, poi nel 2001 partecipa al film Waking the Dead, mentre nel 2003 la grande occasione arriva grazie a Tim Burton che lo dirige in Big Fish - Le storie di una vita incredibile. Nel 2007 è nel cast de The Good Shepherd assieme a Matt Damon e Angelina Jolie, diretti da Robert De Niro. Nel 2009 interpreta il Dottor Manhattan nell'adattamento cinematografico del fumetto di Alan Moore Watchmen.

### Vita privata
Dal 1996 al 2003 è stato fidanzato con l'attrice Mary-Louise Parker, da cui ha avuto un figlio. Crudup è stato molto criticato dall'opinione pubblica per aver interrotto la relazione con la Parker, quando quest'ultima era al 7º mese di gravidanza. 
È il compagno di Naomi Watts dal 2017.

## Filmografia

### Cinema
- Tutti dicono I Love You (Everyone Says I Love You), regia di Woody Allen (1996)
- Sleepers, regia di Barry Levinson (1996)
- Innocenza infranta (Inventing the Abbotts), regia di Pat O'Connor (1997)
- Grind, regia di Chris Kentis (1997)
- Princess Mononoke (1997) – voce
- Without Limits, regia di Robert Towne (1998)
- Snitch, regia di Ted Demme (1998)
- Hi-Lo Country (The Hi-Lo Country), regia di Stephen Frears (1998)
- Jesus' Son, regia di Alison Maclean (1999)
- Quasi famosi (Almost Famous), regia di Cameron Crowe (2000)
- Waking the Dead, regia di Keith Gordon (2000)
- World Traveler, regia di Bart Freundlich (2001)
- Charlotte Gray, regia di Gillian Armstrong (2001)
- Big Fish - Le storie di una vita incredibile (Big Fish), regia di Tim Burton (2003)
- Stage Beauty, regia di Richard Eyre (2004)
- Uomini & donne (Trust the Man), regia di Bart Freundlich (2005)
- Mission: Impossible III, regia di J. J. Abrams (2006)
- The Good Shepherd - L'ombra del potere (The Good Shepherd), regia di Robert De Niro (2006)
- Dedication, regia di Justin Theroux (2007)
- Watchmen, regia di Zack Snyder (2009)
- Pretty Bird - La vera storia del Jet Pack!, regia di Paul Schneider (2008)
- Nemico pubblico - Public Enemies (Public Enemies), regia di Michael Mann (2009)
- Mangia prega ama (Eat Pray Love), regia di Ryan Murphy (2010)
- Thin Ice - Tre uomini e una truffa (Thin Ice), regia di Jill Sprecher (2011)
- Vicini del terzo tipo (The Watch), regia di Akiva Schaffer (2012)
- Blood Ties - La legge del sangue (Blood Ties), regia di Guillaume Canet (2013)
- Ti lascio la mia canzone (Rudderless), regia di William H. Macy (2014)
- Glass Chin, regia di Noah Buschel (2014)
- 7 giorni per cambiare (The Longest Weekend), regia di Peter Glanz (2014)
- Effetto Lucifero (The Stanford Prison Experiment), regia di Kyle Patrick Alvarez (2015)
- Il caso Spotlight (Spotlight), regia di Tom McCarthy (2015)
- Ultimo viaggio in Oregon (Youth in Oregon), regia di Joel David Moore (2016)
- Jackie, regia di Pablo Larraín (2016)
- Le donne della mia vita (20th Century Women), regia di Mike Mills (2016)
- Alien: Covenant, regia di Ridley Scott (2017)
- A un miglio da te (1 Mile to You), regia di Leif Tilden (2017)
- Justice League, regia di Zack Snyder (2017)
- Che fine ha fatto Bernadette? (Where'd You Go, Bernadette), regia di Richard Linklater (2019)
- Dopo il matrimonio (After the Wedding), regia di Bart Freundlich (2019)
- Zack Snyder's Justice League, regia di Zack Snyder (2021)
- Jay Kelly, regia di Noah Baumbach (2025)

### Televisione
- Too Big to Fail - Il crollo dei giganti (Too Big to Fail), regia di Curtis Hanson – film TV (2011)
- Gypsy – serie TV, 10 episodi (2017)
- The Morning Show - serie TV, 30 episodi (2019-in corso)
- Hello Tomorrow! - serie TV, (2023)

## Riconoscimenti
- Premio Emmy
  - 2020 - Miglior attore non protagonista in una serie drammatica per The Morning Show
  - 2022 - Candidatura al miglior attore non protagonista in una serie drammatica per The Morning Show
- Golden Globe
  - 2022 - Candidatura al miglior attore non protagonista in una serie per The Morning Show
  - 2024 - Candidatura al miglior attore non protagonista in una serie per The Morning Show
- Critics' Choice Awards
  - 2020 - Miglior attore non protagonista in una serie drammatica per The Morning Show
  - 2022 - Candidatura al miglior attore non protagonista in una serie drammatica per The Morning Show
  - 2024 - Miglior attore non protagonista in una serie drammatica per The Morning Show
- MTV Movie & TV Awards
  - 2001 - Candidatura alla miglior battuta in un film per Quasi famosi
- Screen Actors Guild Award
  - 2001 - Candidatura al miglior cast in un film per Quasi famosi
  - 2016 - Miglior cast in un film per Il caso Spotlight
  - 2020 - Candidatura al miglior attore non protagonista in una serie drammatica per The Morning Show
  - 2022 - Candidatura al miglior attore in una serie drammatica per The Morning Show
  - 2022 - Candidatura al miglior cast in una serie drammatica per The Morning Show

## Doppiatori italiani
Nelle versioni in italiano dei suoi film, è stato doppiato da:
- Alessio Cigliano in Watchmen, Nemico pubblico - Public Enemies, Mangia prega ama, Thin Ice - Tre uomini e una truffa, Ultimo viaggio in Oregon, Le donne della mia vita, A un miglio da te, Che fine ha fatto Bernadette?, Dopo il matrimonio, The Morning Show, Die in a Gunfight, Hello Tomorrow!
- Christian Iansante in Tutti dicono I Love You, Stage Beauty, Mission: Impossible III, Effetto Lucifero
- Riccardo Rossi in Sleepers, Hi-Lo Country, Quasi famosi, Blood Ties - La legge del sangue
- Massimo De Ambrosis in Innocenza infranta, Gypsy
- Giorgio Borghetti in Justice League, Zack Snyder's Justice League
- Vittorio De Angelis in Quasi famosi (ridoppiaggio), Big Fish - Le storie di una vita incredibile
- Simone D'Andrea in Waking the Dead
- Vittorio Guerrieri in Charlotte Gray
- Oreste Baldini in Uomini & donne
- Roberto Certomà in The Good Shepherd - L'ombra del potere
- Andrea Ward in Pretty Bird - La vera storia del Jet Pack!
- Riccardo Niseem Onorato in Too Big to Fail - Il crollo dei giganti
- Gianfranco Miranda in Vicini del terzo tipo
- Francesco Prando in Ti lascio la mia canzone
- Gabriele Sabatini in 7 giorni per cambiare
- Sergio Lucchetti in Il caso Spotlight
- Angelo Maggi in Jackie
- Massimo Lodolo in Alien: Covenant